# Estadio Independencia
Estadio Independencia je višenamjenski stadion u nikaragvanskom gradu Estelí. Većinom se koristi za nogometne utakmice te se na njemu uglavnom igraju domaće utakmice nogometnog kluba Real Estelí. Stadion ima kapacitet od 4.800 gledatelja.

## Vanjske poveznice
- Službena web stranica kluba